# Radio intelligente
En télécommunication, une radio intelligente ou radio cognitive est un équipement émetteur ou récepteur capable d'adapter certains de ses paramètres automatiquement en fonction de son environnement.

## Historique
Le concept de radio intelligente a été introduit en 1999 par Joseph Mitola. Joseph Mitola travaillait sur la radio logicielle. Il proposa d'utiliser les possibilités de reconfiguration apportées par le logiciel pour transformer les équipements radio statiques en équipements radio dynamiques capables d'adapter leurs paramètres comme la modulation, la puissance d'émission ou les bandes de fréquence utilisées.
L'une des principales applications de la radio intelligente est l'accès opportuniste au spectre (AOS). En effet, le développement de la radio intelligente vivra un essor important à partir de 2005 à la suite de l'article fondateur de Simon Haykin qui propose d'utiliser la radio intelligente pour l'accès opportuniste au spectre.

## Accès opportuniste au spectre
L'accès opportuniste au spectre est le contexte d'application le plus répandu de la radio intelligente. En télécommunication, certaines bandes de fréquence sont réservées à  certains usages et demandent l'utilisation de licences (téléphonie mobile, télévision, communications militaires). Bien que la majorité du spectre utilisable aujourd'hui pour les communications soit déjà alloué, il est laissé libre une grande partie du temps par les utilisateurs licenciés. C'est pour pallier cette sous-utilisation du spectre que l'accès opportuniste au spectre a été pensé. Il permet à des utilisateurs secondaires d'utiliser les bandes licenciées laissées libres par les utilisateurs principaux.
On parle d'accès opportuniste au spectre lorsqu'un utilisateur secondaire muni de facultés d'adaptation (intelligence) veut accéder au spectre laissé vacant par son utilisateur principal (utilisateur primaire). Généralement, l'utilisateur secondaire dispose d'un ensemble de canaux de fréquence dans lesquels il peut transmettre. Chacun de ses canaux est plus ou moins utilisé par les utilisateurs primaires. L'utilisateur secondaire doit alors utiliser le canal le plus vacant pour ses communications. L'accès opportuniste au spectre se fait généralement en trois étapes :
- Une première étape d'écoute du spectre (spectrum sensing en anglais) pendant laquelle l'utilisateur secondaire écoute l'un des canaux pour identifier la présence ou l'absence d'utilisateur primaire.
- Une fois que l'état du canal (libre ou occupé) est connu, l'utilisateur secondaire va utiliser cette information pour savoir s’il doit ou non transmettre et si ce canal est souvent libre.
- Enfin, il va devoir se reconfigurer pour utiliser le canal qui lui semble être le plus souvent vacant.

L'accès opportuniste au spectre peut se faire dans les bandes de fréquences de la télévision terrestre laissées libres par les opérateurs de la télévision. De plus, il constitue un enjeu pour les technologies sans fil.

## Organismes internationaux et standardisation
- Le standard IEEE 802.22 est un standard de télécommunication prévu pour opérer dans les bandes laissées libres dans le spectre utilisé pour la télévision.
- La conférence CROWNCOM (Cognitive Radio Oriented Wireless Networks and Communications) est une conférence internationale pendant laquelle sont présentées les dernières avancées scientifiques sur la radio intelligente.
- Le journal IEEE Transactions on Cognitive Communications and Networking est une revue scientifique dont le sujet est la radio intelligente.